# Hikaru Naomoto
Hikaru Naomoto (猶本 光, Naomoto Hikaru, Ogori, 3 maart 1994) is een Japans voetbalster die als middenvelder speelt bij Freiburg.

## Carrière

### Clubcarrière
Naomoto begon haar carrière in 2007 bij Fukuoka J. Anclas. Ze tekende in 2012 bij Urawa Reds. Met deze club werd zij in 2014 kampioen van Japan. Ze tekende in 2018 bij Freiburg.

### Interlandcarrière
Naomoto nam met het Japans nationale elftal O17 deel aan het WK onder 17 in 2010 en Japan behaalde zilver op de wereldkampioenschap. Zij nam met het Japans nationale elftal O20 deel aan het WK onder 20 in 2012 en Japan behaalde brons op de wereldkampioenschap.
Naomoto maakte op 8 mei 2014 haar debuut in het Japans vrouwenvoetbalelftal tijdens een wedstrijd tegen Nieuw-Zeeland. Zij nam met het Japans elftal deel aan het Aziatisch kampioenschap 2014 en de Aziatische Spelen 2014. Japan behaalde goud op het Aziatisch kampioenschap en zilver op de Aziatische Spelen. Zij nam met het Japans elftal deel aan het Aziatisch kampioenschap 2018 en Japan behaalde goud op het Aziatisch kampioenschap. Ze heeft 19 interlands voor het Japanse elftal gespeeld.

## Statistieken
| Japans vrouwenvoetbalelftal | Japans vrouwenvoetbalelftal | Japans vrouwenvoetbalelftal |
| Jaar                        | Wed.                        | Dlp.                        |
| --------------------------- | --------------------------- | --------------------------- |
| 2014                        | 6                           | 0                           |
| 2015                        | 2                           | 0                           |
| 2016                        | 0                           | 0                           |
| 2017                        | 7                           | 0                           |
| 2018                        | 3                           | 0                           |
| 2019                        | 2                           | 0                           |
| Totaal                      | 20                          | 0                           |